# Tatiana Kostyrina
Tatiana Kostyrina (russe : Татьяна Костырина, 1924 – 22 novembre 1943) était une junior sergent du 691e Régiment de carabiniers, 383e Division d'Infanterie pendant la Seconde Guerre mondiale. Elle a reçu à titre posthume le titre d'Héroïne de l'Union soviétique le 16 mai 1944.

## Enfance et éducation
Kostyrina est née en 1924 dans une famille de paysans russes à Kropotkine dans le Kraï de Krasnodar. Peu de choses sont connues au sujet de sa vie avant son arrivée dans l'Armée rouge. La seule chose connue est qu'elle est diplômée de l'école secondaire.

## Carrière militaire
Tatiana Kostyrina rejoint l'Armée rouge en août 1942 et suit une formation de tireuse d'élite. Elle se bat comme un tireuse d'élite dans le 691e Régiment de carabiniers de la 383e division d'infanterie de la Marine séparée dans les combats pour Kouban, Kertch, et la Crimée. Elle meurt dans la bataille pour Adjimouchka, pendant laquelle elle tue 15 ennemis après avoir pris en charge les fonctions de commandant en chef du bataillon. Elle reste sur le champ de bataille, même après avoir été blessée dans un combat au corps-à-corps. Dans les tranchées, un soldat allemand se précipite sur elle, mais Kostyrina est tuée par un tir ennemi. Au total, tout au long de sa carrière militaire, elle a tué 120 ennemis en combats, pour lesquels elle est recommandée pour le titre d'Héroïne de l'Union soviétique par le major-général Gorbatchev, le jour où elle meurt dans la bataille. Le titre lui est décerné à titre posthume en 1944, avec un Ordre de Lénine,.
Elle est enterrée dans une fosse commune d'Adjimouchka mais plus tard, inhumée dans un cimetière militaire à Kertch. Une statue honorant ses restes en Crimée, ainsi que plusieurs rues sont nommées en son honneur.